# 日赤醫院前停留場

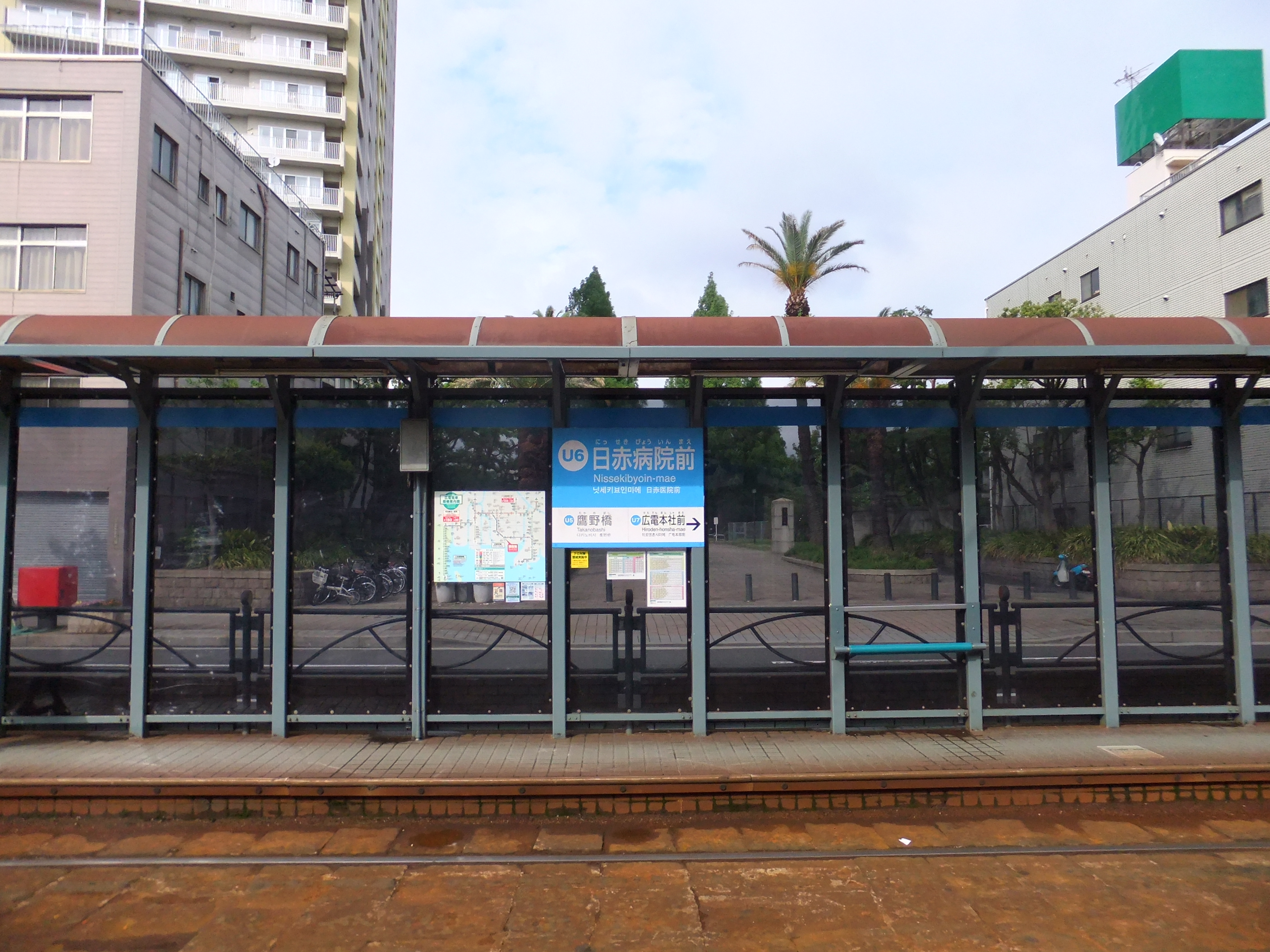
站名牌

日赤醫院前停留場（日语：／ Nisseki-byoin-mae teiryūjō */?），又稱日赤醫院前電車站，是位於廣島縣廣島市中區千田町一丁目，廣島電鐵宇品線的電車站。車站編號為U6。
此電車站西邊鄰接廣島赤十字·原爆醫院。

## 歷史
在1912年（大正元年），宇品線紙屋町至御幸橋之間開通，此電車站啟用。當時電車站名稱為高等師範前停留場（日语：／）。尤如其名，當時電車站鄰近廣島高等師範學校。在1929年（昭和4年），廣島文理科大學創校，成為廣島高師的附屬分校，電車站改名為大學前停留場（日语：／）。在1945年（昭和20年）8月6日，廣島市被投下原子彈，使宇品線不線不能通行。包括此電車站在內，宇品線紙屋町至電鐵前之間於同年9月重開。
在戰後，廣島文理科大學由新制廣島大學接管，廣島文理科大學在1962年（昭和37年）被廢止。在1964年（昭和39年），電車站改名為廣島大學前停留場（日语：／）。但是隨著廣島大學大部分學科遷移至東廣島市的校園。此電車站於2001年（平成13年）改名為日赤醫院前停留場，為第三次改名。
- 1912年（大正元年）11月23日 - 宇品線紙屋町至御幸橋之間開通，此電車站啟用。當時電車站名為高等師範前停留場[3]。
- 日期不詳 - 電車站改名為大學前停留場[4]。
- 1934年（昭和9年）3月 - 車站向紙屋町遷移100米至現地[5]。
- 1945年（昭和20年）
  - 8月6日 - 廣島市被投下原子彈，使宇品線全線不能通行[3]。
  - 9月12日 - 電鐵前至紙屋町之間以單線鐵路重開。於12月中旬以雙線鐵路重開[3]。
- 1964年（昭和39年）2月18日 - 電車站改名為廣島大學前停留場[3]。
- 2001年（平成13年）11月1日 - 電車站改名為日赤醫院前停留場[3]。同時設有以此電車站為終點站的電車班次[6]。
- 2003年（平成15年）8月1日 - 此電車站與鄰站廣電本社前停留場成為指定電車轉乘站[7]。

## 電車站構造
電車站是建造在共用行車道上。電車站設有2面2線的相對式低地台月台，路線向南北兩邊延伸。從路線起點觀看此電車站，左邊是廣島港方向的下行月台，右邊是紙屋町和本線方向的上行月台。整座月台均設有上蓋。

### 運行系統
此電車站是宇品線電車站之一。0、1、3、7系統會駛入此站。在毎年5月3日至5日之間舉行的花節時期，設有從此電車站出發前往廣電宮島口的2號線臨時列車。
0號線設有電車班次以此電車站為終點站。該班次在此電車站讓乘客下車後，會前往廣電本社前前的渡線進入千田車廠。在2003年（平成15年），此電車站成為了指定的電車轉乘站。乘坐下行電車的乘客可在此電車站轉乘另一個方向的電車，即是以此為終點站的電車可在此電車站轉乘前往廣島港方向的電車。
| 下行月台 | 1號線 · 3號線 | 前往廣島港             |
| 下行月台 | 3號線         | 前往宇品二丁目         |
| 下行月台 | 0號線 · 7號線 | 前往廣電本社前         |
| 下行月台 | 0號線         | 以此為終點站，下車專用 |
| 上行月台 | 1號線         | 前往廣島站             |
| 上行月台 | 3號線         | 前往廣電西廣島         |
| 上行月台 | 7號線         | 前往橫川站             |

## 電車站周邊
在電車站北邊設有廣島大學東千田校園，除了部分學科，其他均遷移至東廣島市的校園內。
- 廣島赤十字·原爆醫院（日语：広島赤十字・原爆病院）
- 廣島縣赤十字血液中心（日语：赤十字血液センター）（此處沒有捐血站）
- 廣島大學東千田校園
- 廣島巴士（日语：広島バス）21-1號線、50號線　日赤醫院前巴士站

## 相鄰電車站
廣島電鐵
■宇品線
鷹野橋（U5）－日赤醫院前（U6）－廣電本社前（U7）

## 注腳
1. 1 2 3  川島令三. . 【図説】 日本の鉄道. 第7巻 広島エリア. 講談社. 2012: 10・80頁. ISBN 978-4-06-295157-9 （日语）.
2. 1 2 3  《広電が走る街 今昔》76頁
3. 1 2 3 4 5 6 7 8  《広電が走る街 今昔》150-157頁
4. ↑  《日本鐵道旅行地圖帳》11號指出是1929年至1931年之間，《広電が走る街 今昔》指出是1936年。
5. ↑  今尾惠介（監修）. . 11 中国四国. 新潮社. 2009: 37. ISBN 978-4-10-790029-6 （日语）.
6. ↑   (新闻稿). 広島電鉄.   [2016-08-04]. （原始内容存档于2012-04-20） （日语）.
7. 1 2   (新闻稿). 広島電鉄. 2003-07-31  [2016-08-04]. （原始内容存档于2015-07-10） （日语）.
8. ↑  《全国鉄道事情大研究》103・109頁
9. ↑  https://m.youtube.com/watch?t=0h0m0s&v=bCl1ranMy0U
10. ↑  《全国鉄道事情大研究》114頁

## 外部連結
- 日赤醫院前 | 電車情報：電停指南 （页面存档备份，存于）（日語） - 廣島電鐵